# Глен Ридж
Глен Ридж (на английски: Glen Ridge) е селище в Съединените американски щати, щат Ню Джърси. Намира се на 14 km северозападно от Джърси Сити и на 20 km от центъра на Ню Йорк. Образувано е през 1895 година, когато се отделя от съседния Блумфийлд. Населението му е 7704 души (по приблизителна оценка от 2017 г.).
В Глен Ридж са родени:
- Едуин Олдрин (р. 1930) – втория човек в света, стъпил на Луната
- Джон Брион (р. 1963) – музикант
- Синди Шърман (р. 1954) – фотограф и режисьор